# フェルディナント・カール・フォン・エスターライヒ＝ティロル
フェルディナント・カール・フォン・エスターライヒ＝ティロル（Ferdinand Karl von Österreich-Tirol, 1628年5月17日 - 1662年12月30日）は、オーストリア大公（前方オーストリア大公）。前方オーストリア（Vorderösterreich）とチロルを治めた。大公レオポルト5世とクラウディア・デ・メディチの長男。

## 生涯
1632年、父レオポルトの死により家督を相続したが、若年のため1646年まで母クラウディアが後見した。
1646年にトスカーナ大公コジモ2世と妃マリーア・マッダレーナの娘で、父方でも母方でも従姉に当たるアンナ・デ・メディチと結婚した。2人の間には2女が生まれた。
- クラウディア・フェリーツィタス（1653年 - 1676年） - 神聖ローマ皇帝レオポルト1世と結婚
- マリア・マグダレーナ（1656年 - 1669年）

男子がいなかったため、弟ジギスムント・フランツが後継者となった。
| 爵位・家督         | 爵位・家督                           | 爵位・家督                  |
| ------------------ | ------------------------------------ | --------------------------- |
| 先代 レオポルト5世 | 前方オーストリア大公 1628年 - 1662年 | 次代 ジギスムント・フランツ |
| 爵位・家督         |                                      |                             |
| 先代 レオポルト5世 | チロル伯 1632年 - 1662年             | 次代 ジギスムント・フランツ |